# 1910-1919

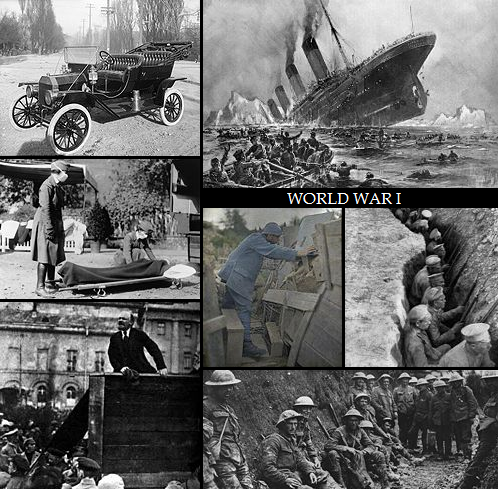
Montage jaren 10

De jaren 1910-1919 (van de christelijke jaartelling) zijn het tweede decennium in de 20e eeuw.

## Meerjarige gebeurtenissen

### Eerste Wereldoorlog

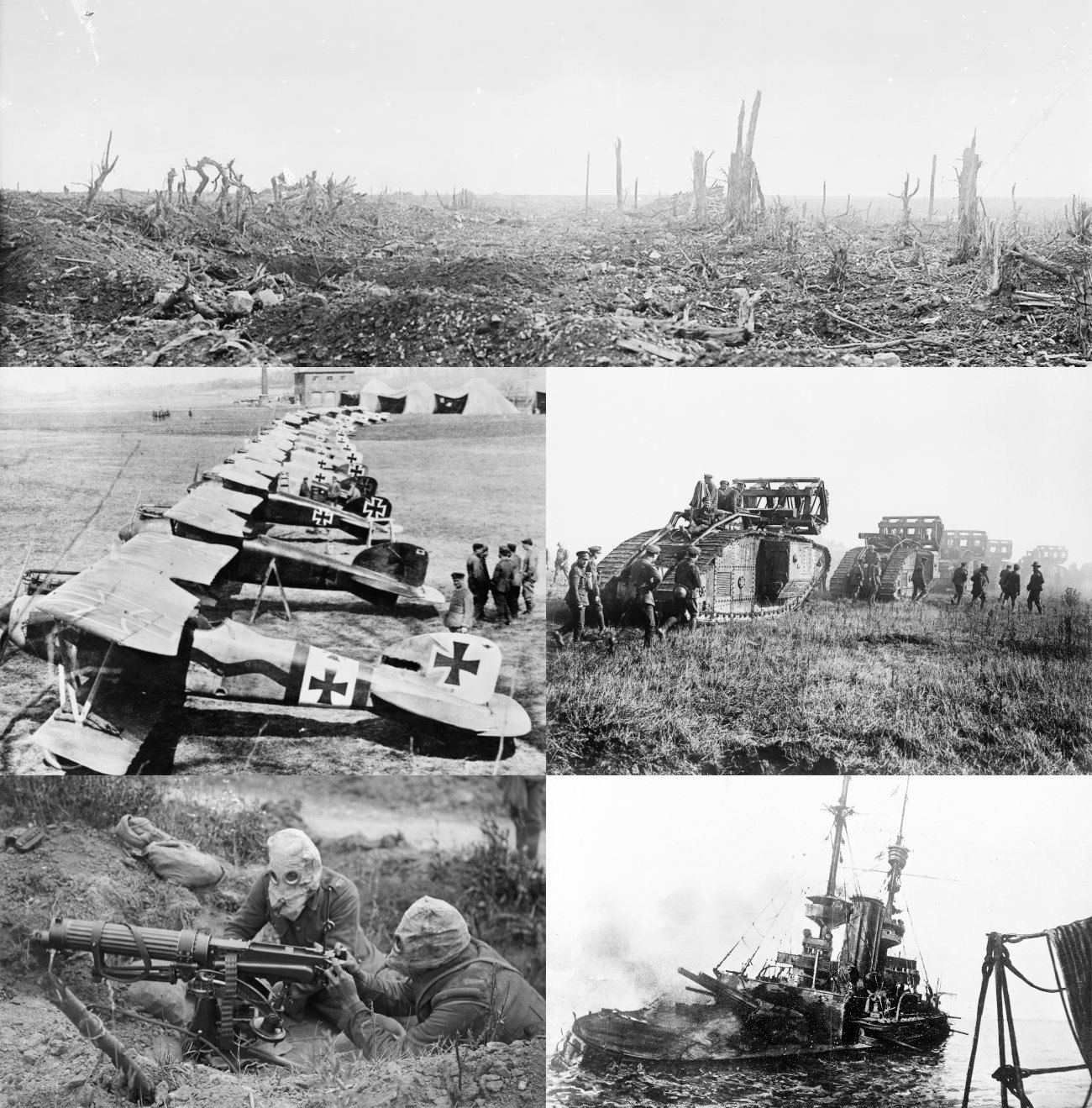
Vernielde weg tijdens de slag aan de Somme (juli-november 1916); Duitse Albatros D.III jachtvliegtuigen; Britse Mark V tanks in actie; Vickers M.18 machinegeweer schutters met gasmaskers; HMS Irresistible zinkt tijdens de Slag om Gallipoli

- 1914-18: de 'Groote Oorlog' maakt een eind aan de eeuwenlange wereldwijde alleenheerschappij van Europa door o.a. de gigantische massaslachting onder een hele generatie jonge Europeanen en de economische aderlating van Groot-Brittannië, Frankrijk, Duitsland en veel andere Europese landen. Het optimisme en geloof in de vooruitgang van voor de oorlog maakt plaats voor cultuurpessimisme. De VS profileert zich als nieuwe wereldmacht.
- Tijdens de oorlog worden vele militaire vernieuwingen voor het eerst op grotere schaal ingezet. Bij de Ieperboog worden in februari 1915 de eerste mijnen gebruikt, in april 1915 de eerste gasaanvallen gedaan en in juli 1915 de eerste vlammenwerpers gebruikt.
- In de volgende jaren worden aan het Westelijke front geregeld door beide kampen enorme hoeveelheden soldaten gebruikt om een doorbraak te forceren. Het resultaat is meestal alleen maar een bestendiging van het al bestaande front maar waarbij wel grote aantallen soldaten sneuvelen of gewond raken. Aan het Oostelijke front zijn meer mogelijkheden en daar verschuiven de fronten regelmatig. Uiteindelijk stort het Russische leger in elkaar door de Russische Revolutie van 1917. De voorlopige regering wordt al snel terzijde geschoven door de communisten onder leiding van Vladimir Lenin die in 1918 de vrede van Brest-Litovsk sluit met de Centralen. Hierdoor kunnen de Duitsers nog een keer een groot offensief lanceren in het Westen maar dit mislukt uiteindelijk.
- In 1917 worden Amerikaanse troepen naar Frankrijk gestuurd om een dreigende ineenstorting van het geallieerde front te voorkomen. Zij reizen via Spanje en brengen uit Kansas de Spaanse griep mee. Deze is aanvankelijk vrij onschuldig, maar grijpt in mei - juli 1918 om zich heen in het Duitse leger, dat zevenmaal zoveel griepslachtoffers telt als de geallieerden.
- De centrale machten vragen om een 'wapenstilstand', feitelijk een capitulatie aan de geallieerden, in november 1918. Het Vredesverdrag van Versailles, in feite een dictaat dat de overwinnaars zonder inbreng van Duitsland opstellen, is een verdrag dat aan Duitsland hoge herstelbetalingen oplegt. Het land mag slechts een politiemacht houden van 100.000 man. Op voorstel van president Wilson wordt aan de volkeren van Europa zelfbeschikkingsrecht toegekend. De Franse regering staat dit overigens niet toe voor de bevolking van Elzas-Lotharingen en her-annexeert dit gebied (sinds 1871 geannexeerd door Duitsland) al direct bij de wapenstilstand.
- Bij het begin van de Eerste Wereldoorlog vangt Nederland ruim een miljoen Belgische vluchtelingen op, hetgeen een tijdelijke toename van de Nederlandse bevolking met ruim 15% betekent. De meeste vluchtelingen keren na enkele weken terug, maar ruim honderdduizend blijven gedurende de gehele oorlog in Nederland en enige tienduizenden zelfs definitief. De Duitsers maken vluchten al spoedig onmogelijk door langs de Belgisch-Nederlandse grens de dodendraad te spannen.
- In 1919 komt het tot een conflict waarin België Nederland beschuldigt niet neutraal te zijn geweest. Het eist daarom compensatie in de vorm van Zeeuws-Vlaanderen en Nederlands-Limburg. De vredesconferentie in Versailles wijst deze eisen af.

### Andere gebeurtenissen
Europa
- De in Belfast gebouwde RMS Titanic zinkt op haar eerste zeereis, het is de bekendste scheepsramp ooit en de grootste van het decennium.
- Koning Emanuel II van Portugal wordt afgezet en vlucht. Portugal wordt een republiek met een instabiel politiek klimaat. In 1915 vindt de eerste militaire staatsgreep plaats.
- De Balkanoorlogen zijn krachtmetingen tussen de jonge staten die zich uit het Osmaanse Rijk hebben losgemaakt en zich nu verdiepen in hun oude geschiedenis. Voor een Groot-Griekenland, een Groot-Servië, een Groot-Hongarije en een Groot-Bulgarije is er niet genoeg plaats. Vooral Macedonië is strijdtoneel en wordt gedeeltelijk bezet door Griekenland.
- Albanië maakt zich als laatste Balkanland los uit het Osmaanse Rijk. Het landje raakt echter al snel in totale anarchie. Een door Nederland gestuurd politielegertje kan geen orde scheppen tussen de vechtende clans, en de bevelhebber Lodewijk Thomson wordt gedood.
- In Ierland neemt de spanning toe als nationalisten en unionisten zich gaan bewapenen. Beide bevolkingsgroepen nemen dienst in het Britse leger tijdens de Wereldoorlog, maar ieder in een eigen divisie. De "Ulstermen" onderscheiden zich door moed en trouw, terwijl de katholieken worden gewantrouwd door het hoofdkwartier. De Paasopstand van 1916 brengt het zelfbestuur dichterbij, al worden de aanstichters door de Britten geëxecuteerd. In 1918 wordt de Dáil Éireann opgericht, een autonoom Iers parlement, waarin het republikeinse Sinn Fein de meerderheid wint en waarvan Éamon de Valera voorzitter wordt.

Midden-Oosten
- In het Osmaanse Rijk maken de Jong-Turken in 1913 een einde aan de prille democratie. Ze brengen het rijk aan Duitse zijde in de oorlog en richten zich daarin tegen Rusland. Binnenlands is er steeds minder ruimte voor religieuze en etnische minderheden.
- De Khedive van Egypte Abbas Hilni II roept vanuit Istanbul zijn onderdanen op om met de Turken de Duitse kant te kiezen. Daarop plaatsen de Britten Egypte onder protectoraat.
- In de marge van de Turks-Russische oorlog vindt de Armeense Genocide plaats. Begin 1915 wordt begonnen met de ontruiming van Armeense dorpen. In maart / april wordt besloten tot deportatie van de Armeense bevolking in Oost-Turkije naar de Syrische woestijn. Vele Armeense leiders worden vermoord en vanaf 24 april 1915 worden de Armeniërs gedeporteerd. Honderdduizenden overleven de barre voettocht niet. In 1917 is de verdrijving van de Armeense bevolking van Turks grondgebied voltooid.
- Opstandige stammen in de Grote Arabische Woestijn maken gebruik van de situatie en veroveren in 1916 Mekka. Engelsen en Fransen bezetten de overige Arabische gebieden van het Rijk: Irak, Syrië, Transjordanië, Palestina en Libanon.
- Het Verenigd Koninkrijk bezet Palestina. In de Balfour-verklaring wordt aan de zionisten toegezegd, dat ze er na de oorlog een Joods Nationaal Tehuis mogen stichten.
- Zionisten in Jeruzalem stichten een opperrabbinaat. Chareidisch-joodse groepen richten als reactie Edah HaChareidis op, een koepelorganisatie met een eigen opperrabbijn.

Rusland
- De monnik Raspoetin verwerft grote invloed aan het tsaristische hof als gebedsgenezer ten behoeve van de kroonprins. Hij wordt in de nacht van 28 op 29 december 1916 door de Russische prins Felix Joesoepov in diens paleis te Petrograd vermoord.
- 1917: de Oktoberrevolutie maakt een einde aan de Russische deelname aan de Eerste Wereldoorlog. Revoluties in Duitsland, Hongarije en Nederland in 1918 mislukken.
- De Russische Burgeroorlog wordt uitgevochten tussen het bolsjewistische Rode Leger en het Witte Leger, de losjes geallieerde anti-bolsjewistische troepen. Veel buitenlandse legers strijden tegen het Rode Leger, met name de geallieerden en de pro-Duitse legers.
- Het Rode Leger verslaat de Witte Strijdkrachten van Zuid-Rusland in Oekraïne en het leger onder leiding van Aleksandr Koltsjak in Siberië in 1919. De overblijfselen van de Witte troepen onder leiding van Pjotr Wrangel worden verslagen op de Krim en worden geëvacueerd in de herfst van 1920.
- Een aantal onafhankelijke landen - Finland, Estland, Letland, Litouwen en Polen - komt voort uit de oorlog. De regio blijft het toneel van krijgsgeweld door de Finse Burgeroorlog en de Poolse inval in Oekraïne.

België
- Poperinge en Veurne blijven als enige Belgische plaatsen onbezet door de Duitse troepen.
- Een deel van de Vlaamse Beweging hoopt via de collaboratie met Duitsland een aantal Vlaamse grieven en zelfs Vlaamse onafhankelijkheid te verwezenlijken. Deze houding wordt activisme genoemd. De Duitse bezetters spelen hierop in met hun Flamenpolitik, en maken het Nederlands tot onderwijstaal op de Universiteit van Gent.
- De Amerikaanse Commission for Relief in Belgium zet een immense humanitaire hulporganisatie op, met een maandelijks budget van 12 miljoen dollar dankzij individuele donaties en subsidies van de Amerikaanse staat, om het voedsel en andere essentiële goederen te verzamelen in het buitenland, om ze daarna op te sturen naar België waar de kern van de CRB verantwoordelijk is voor de distributie ervan door leden van het Nationaal Hulp- en Voedselcomité, een Belgische organisatie.
- Edward Anseele wordt na de oorlog de eerste socialistische minister van België met als portefeuille Openbare Werken en Wederopbouw. Hij realiseert zaken als de achturige werkdag, de oprichting van het Nationaal Krisisfonds voor werklozen en de afschaffing van de beperkingen op het stakingsrecht.

Nederland

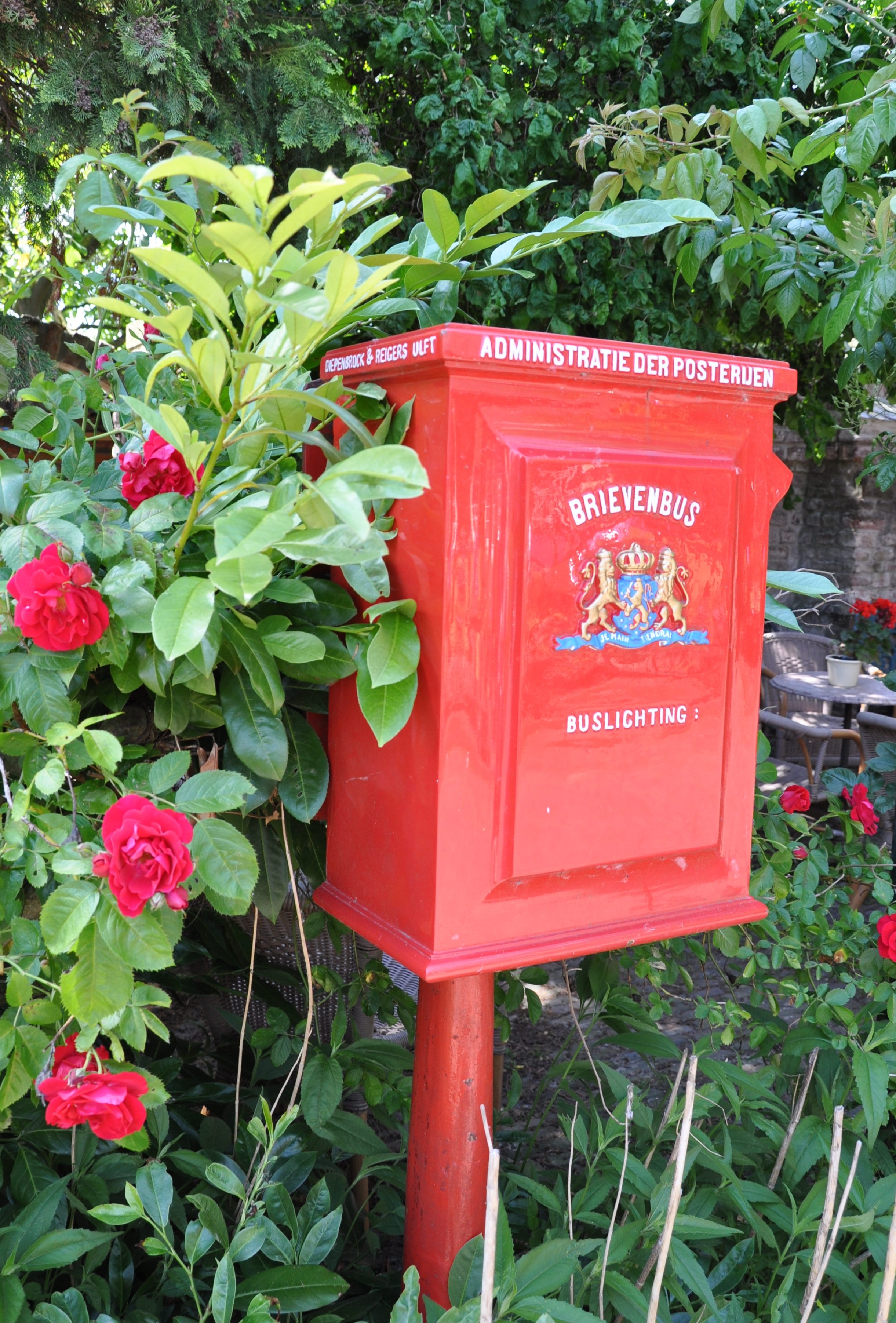
Brievenbus van de Administratie der Posterijen en Telegrafie in Bronkhorst

- De christelijke coalitieregering van Theo Heemskerk voert in 1911 een zedelijkheidswetgeving in die de liberalisatie uit de Franse tijd weer ongedaan maakt. Prostitutie wordt verboden, evenals de verkoop van voorbehoedsmiddelen homoseksuele contacten tussen een meerderjarige en een minderjarige (onder 21 jaar) wordt strafbaar. De Zeeuwse Advocaat Jacob Schorer bestrijdt dit artikel 248bis. Hij richt in 1912 het Nederlandsch Wetenschappelijk Humanitair Komitee op, dat de brochure uitgeeft ‘Wat iedereen behoort te weten omtrent Uranisme".
- Terwijl het extraparlementaire Kabinet-Cort van der Linden de neutraliteit van Nederland handhaaft en verdedigt, worden twee slepende conflicten door commissies gepacificeerd. De schoolstrijd wordt opgelost door een commissie-Lohman en de kiesrechtkwestie door een commissie-Bos.
- De Talma-verzekeringswetten, in 1913 aangenomen door de Staten-Generaal, kunnen door het uitbreken van de wereldoorlog niet worden ingevoerd. De Invaliditeits- en Ouderdomswet wordt in 1919 ingevoerd door de katholieke minister Aalberse.
- In 1913 begint het Rijk met het zich toe-eigenen van telefoonnetten en samen met de Posterijen ontstaat zo in 1915 de Administratie der Posterijen en Telegrafieën, in 1918 uitgebreid met de Postcheque- en Girodienst.
- Het neutrale Nederland krijgt vanaf 1916 te kampen met grote tekorten van grondstoffen, waardoor voor veel producten de distributie moet worden ingesteld. Er komt regeringsbrood in de handel, regeringszeep en eenheidsworst.
- Het Vrijzinnig protestantisme vestigt zijn eigen zuil door de oprichting van een koepelvereniging (VVH) en het stichten in 1915 van een vrijzinnig-christelijke studentenbond. In 1914 verschijnt de "Leidse Bijbelvertaling, tot stand gekomen op de faculteit waar ook de vrijzinnigheid haar oorsprong heeft gehad.

Sociaal-cultureel
- Geïnspireerd door bezoeken aan de grote openluchtmusea in de Scandinavische landen, verspreidt generaal b.d. Hoefer in april 1912 een pamflet getiteld "Een Nederlandsch Openluchtmuseum", een geestdriftig en bloemrijk pleidooi voor wat hij het 'opengeslagen boek en reliëf' zal noemen. Aan de hand van overgebrachte en herbouwde woningen en bedrijfsgebouwen, geheel ingericht met bijpassende meubels en gebruiksvoorwerpen, zal de geschiedenis van de materiële cultuur en de gebruiken van de plattelandsbevolking, in al hun verscheidenheid worden getoond. Nog in dezelfde maand wordt de Vereeniging voor Volkskunde 'Het Nederlandsch Openluchtmuseum' opgericht. In 1918 opent het museum zijn deuren in Arnhem.
- De Leidse hoogleraar Steinmetz richt in 1913 de eerste Nederlandse Volksuniversiteit op in Amsterdam. Doel is het aanbieden van cursussen om de algemene ontwikkeling van volwassenen te vergroten. Het initiatief wordt overgenomen in Groningen (1914), Tilburg (1915), Assen enDen haag (1916). In 1918 wordt een landelijke vereniging opgericht.

Azië
- De Xinhai-revolutie maakt van China een republiek, en men probeert het land weer bij de tijd te brengen. Mannen moeten hun vlecht afknippen en de voeten van meisjes mogen niet meer worden afgebonden.
- Japan ontwikkelt zich snel tot een technologische mogendheid die de concurrentie aangaat met het Westen. De uitslag van de Japans-Russische oorlog (1904-1905) toont aan dat een Aziatische mogendheid een Europees land kan verslaan en versterkt het vertrouwen van de opkomende binnenlandse nationalisten in de Europese kolonies.

Nederlands Oost-Indië

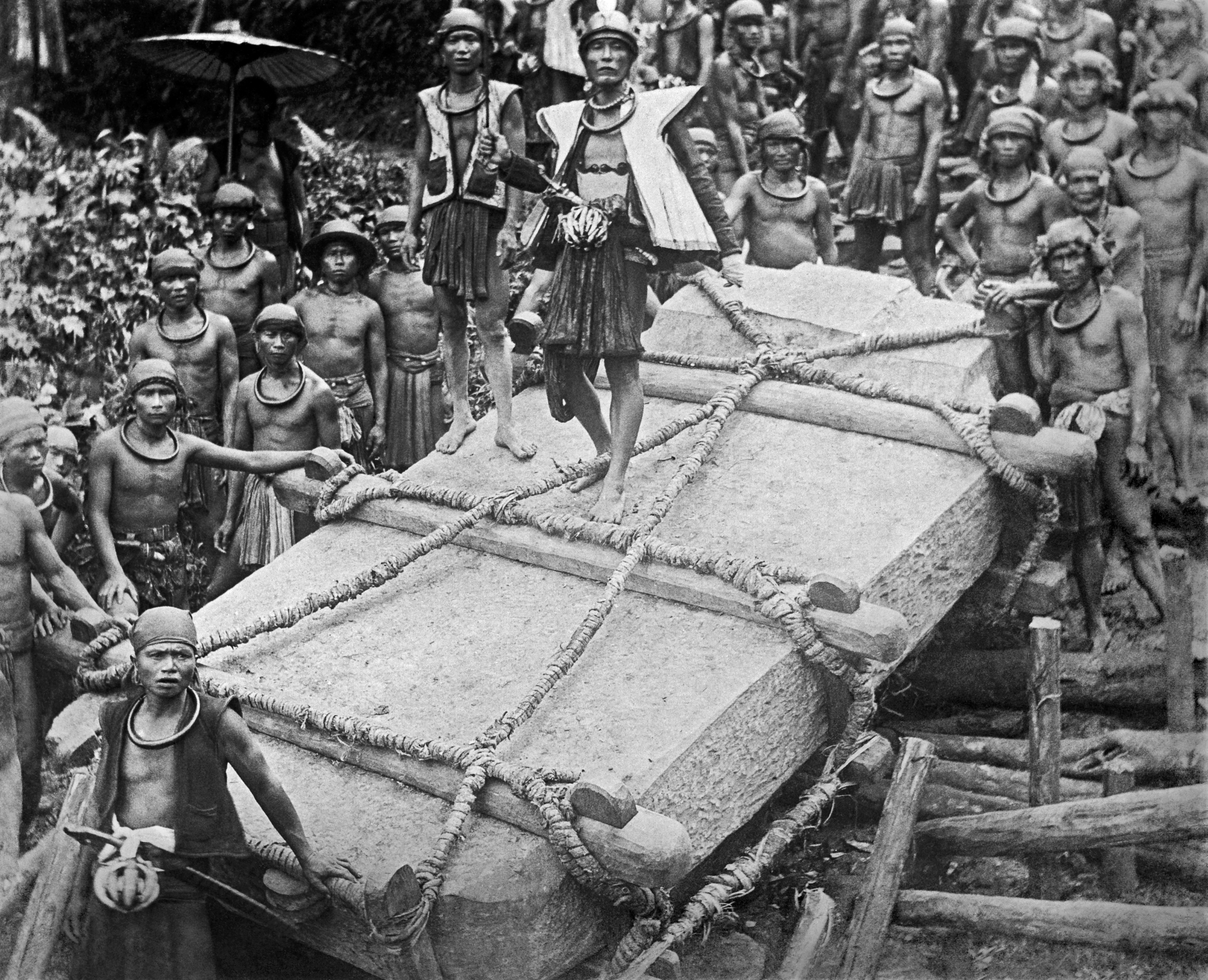
Het verslepen van de steen 'Darodaro' voor de gestorven Saoenigeho van Bawamataloea. De steen wordt uit de rivierbedding gehaald en over een afstand van ca. 3 km versleept waarvoor een speciale sleepconstructie wordt gemaakt. Op de foto wordt zo'n steen naar boven gesleept. De overlevering wil dat het 525 mensen drie dagen gekost heeft om deze steen op zijn plaats in het dorpje Bawemataloeo te krijgen. (Nias een eiland voor de kust van Sumatra, ca. 1915)

- Eerste aanzetten van een nationalistische beweging in Nederlands-Indië. In 1912 wordt de Sarekat Islam opgericht, ze krijgt van minister Idenburg rechtspersoonlijkheid. In december 1912 sticht Ki Hadjar Dewantara de Indische partij samen met Ernest Douwes Dekker en Dr. Tjipto Mangoenkoesoemo. De PKI wordt opgericht in 1914 op initiatief van Henk Sneevliet onder de naam Indische Sociaal-Democratische Vereeniging (ISDV). Het gouvernement besluit in 1916 tot instelling van de Volksraad. Van de Indonesische partijen wordt echter niemand verkozen, zodat de Nederlandse overheid dan maar een aantal mensen uit de Indonesische elite benoemt. De eerste vergadering wordt op 18 mei 1918 geopend.
- De wetenschappelijke Ceram-expeditie duurt van augustus 1917 tot mei 1919. Gedurende zijn verblijf onderneemt de geoloog Louis Rutten elf expedities op en rond het Molukse eiland Ceram, waarbij hij tracé-kaarten maakt en het eiland systematisch onderzoekt.
- Het Verenigd Koninkrijk laat onder druk van Mahatma Gandhi geen Hindoestanen meer vertrekken naar Indonesië.

Amerika
- Het netwerk van interurbans wordt verder ontwikkeld. Maar de Ford Model T verovert in snel tempo de Amerikaanse wegen.
- De federale justitie dwingt het olieconcern Standard Oil zich op te splitsen omdat het bedrijf de markt beheerst. Maar eigenaar John D. Rockefeller wordt door de splitsing de rijkste man van de USA.
- President Wilson brengt hervormingen aan in de Verenigde Staten onder de leuze "New freedom". Vakbonden worden toegestaan en banken worden onder toezicht gesteld. De burgers gaan inkomstenbelasting betalen en de eerste sociale wetgeving komt tot stand.
- De Verenigde Staten bereiken de 100 miljoen inwoners. De immigratie gaat door, maar nieuwkomers moeten voortaan kunnen lezen en schrijven.
- Op de Russische Revolutie wordt in de Verenigde Staten gereageerd met de rode angst ("red scare"). Communisten, anarchisten, stakingsleiders en andere linkse figuren worden gemolesteerd of krachtens de ontwerp-opruiingswet van 1918 vastgezet.
- Na de zoveelste herverkiezing van Porfirio Diaz breekt de Mexicaanse Revolutie uit. Het verbond van liberalen en socialisten valt al in 1911 uit elkaar, en de revolutie ontaardt in burgeroorlog en dictatuur. In 1916 interveniëren de Verenigde Staten om de opmars van de linkse Pancho Villa te stuiten. In 1917 komt een sterk antiklerikale regering aan de macht.

Afrika
- De islamitische Derwisjstaat in de Hoorn van Afrika houdt ondanks vier Britse militaire expedities stand tot 1920.
- De laatste in de natuur levende berberleeuwen worden geschoten: in 1912 in Algerije en in 1920 in Marokko. Daarna leven er alleen nog exemplaren in de menagerie van de Sultan van Marokko.

Industrie
- Door de ontwikkeling van spoorwegen en scheepvaart wordt de metaalindustrie vanaf de tweede helft van de 19e eeuw minder gebonden aan de gebieden waar ijzererts en steenkool worden gedolven. Ook op plaatsen zonder grondstoffen ontstaat bedrijvigheid. Een voorbeeld hiervan is het Nederlandse bedrijf Hoogovens dat zich in 1918 vestigt in IJmuiden.
- Shell neemt in 1911 de Russische olievelden over van de familie Rothschild. In de volgende jaren worden olievelden en concessies verworven in Californië, Oklahoma, Mexico en Venezuela. De Russische velden gaan na de Russische Revolutie weer verloren.
- Anthony Fokker vestigt een vliegtuigfabriek en vliegschool op het vliegveld Johannistal bij Berlijn. Van 1912 t/m 1913 worden in totaal 25 Spinnen gebouwd, waaronder een aantal in een tweepersoonsuitvoering. Vele Duitse vliegers leren op de vliegschool van Fokker in een dergelijke Spin vliegen.

Innovatie
- De uitvoering van de Woningwet 1901 leidt tot dakloosheid door de krotopruiming. Een van de noodoplossingen is de woonwagen. Van 1911 tot 1918 neemt het aantal woonwagens in Nederland toe van 581 tot 1600.
- De Zweed Gideon Sundback vindt in 1913 een bruikbare ritssluiting uit. Deze wordt voor het eerst op grote schaal gebruikt voor de kleding van de Amerikaanse troepen aan het front in 1917.
- In de Brusselse chocolaterie Neuhaus wordt in 1912 de praline bedacht, en in 1915 de ballotin, het doosje waarin ze zonder beschadiging kunnen worden meegenomen.
- De binnenschipper Arie Kreuk uit Nieuwerkerk aan den IJssel ontwikkelt de zelflosinstallatie.

Stad en land
Kort na 1910 begint men in toenemende mate de mengvoeders op industriële basis te vervaardigen. Aanvankelijk mengt men bijvoorbeeld graanafvallen met lijnzaadkoeken en verkrijgt aldus eenvoudige voederbrokken.
- Ongeveer 70% van de Nederlandse bevolking woont nu in steden.

Militair
- Uitvinding van de pistoolmitrailleur, een gevechtswapen geschikt voor de korte afstand.
- De handgranaat speelt voor het eerst een grote rol.
- De eerste keer dat gemechaniseerde infanterie wordt ingezet is waarschijnlijk tijdens de Slag bij Amiens (1918), als groepjes soldaten met Mark V --tanks over het slagveld worden vervoerd.

Kunsten
- In Engeland krijgt het rotanmeubel een nieuwe boost onder invloed van de

Arts-and-craftsbeweging. Er worden stoelen met meer rondingen gemaakt, die aansluiten bij de 
art nouveau.
- Duitsland kent meerdere groepen van expressionistische schilders, zoals Der Blaue Reiter in München en Die Brücke in Dresden.
- De kunstenaars van dada houden zich bezig met mengvormen van beeldende kunst, poëzie, theater en grafisch ontwerp. De beweging toont qua geesteshouding verwantschap met het Nihilisme.
- Igor Stravinsky schrijft drie balletten voor het nieuwe gezelschap Les Ballets Russes: De vuurvogel, Petroesjka en Le Sacre du printemps.
- In Europa en Amerika breekt de avondvullende film door. Als de Franse en Italiaanse filmindustrie in 1914 stilvallen door de oorlog, worden de VS de leidende filmmogendheid van de wereld. In 1911 is de filmindustrie verhuisd van New York naar Hollywood. Maatschappijen als Paramount Pictures en Warner Bros worden opgericht. Technicolor wordt geïntroduceerd, het eerste echte systeem om kleurenfilms op te nemen.

Wetenschap en techniek
- In 1911 ontdekt Ernest Rutherford de atoomkern en wordt de kernfysica geboren.
- De algemene relativiteitstheorie is een meetkundige theorie van de zwaartekracht, die in 1916 door Albert Einstein wordt gepubliceerd. Het is nog steeds de huidige beschrijving van de zwaartekracht in de moderne theoretische natuurkunde.

Medisch
- De Spaanse griep muteert in november 1918, na de wapenstilstand, tot een pandemie met fatale gevolgen. Naar schatting 20 tot 40 miljoen mensen overleefden de griep niet; meer dan het totaal aantal slachtoffers van de oorlog.
- Door de behandeling van de verminkte gezichten van soldaten ontstaat de Plastische chirurgie.
- Salvarsan, rond 1909 door Paul Ehrlich en Sahachiro Hata ontwikkeld, komt in 1910 op de markt. De naam Salvarsan (van salvare - redden, arseen en sanus - gezondheid) staat voor reddend arseen. Het middel wordt in Europa aangewend tegen syfilis en in de tropen tegen framboesia.

Sport
- De Ronde van Frankrijk wordt volwassen. In 1910 worden de Pyreneeën opgenomen in de Tour en in 1911 de Alpen. In 1912 wint voor het eerst een Belg: Odiel Defraeye. In de jaren 1915-1918 wordt de Ronde niet verreden. Bij de herstart in 1919 heeft directeur Henri Desgranges iets nieuws bedacht: de gele trui.

Jeugd
- In de zomer van 1910 fietsen Engelse scouts door België en Nederland, waarna in beide landen verkennersgroepen ontstaan. De verschillende Nederlandse padvindersgroepen gaan in 1915 op in de Vereniging Nederlandse Padvinders, met Prins Hendrik als beschermheer. Hij laat zich in padvinderskostuum installeren.

Pacifisme
- Vrouwen gaan zich inzetten voor vrede. In 1911, tijdens de Turks-Italiaanse Oorlog richten ze zich met een verzoekschrift tot koningin Helena van Italië. In 1915, het tweede jaar van de Grote Oorlog, organiseren ze een Vrouwenvredesconferentie in Den Haag onder voorzitterschap van de Amerikaanse Jane Addams. Het Verenigd Koninkrijk verbreekt een week voor de conferentie het scheepvaartverkeer met Nederland. Afgevaardigden reizen naar de hoofdsteden van de oorlogvoerende en de neutrale landen, en bieden verzoekschriften aan.

## Belangrijke personen

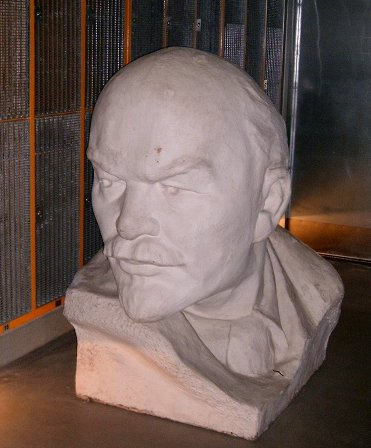
Buste van Lenin in Tallinn

- Herbert Henry Asquith
- Georges Clemenceau
- Sergej Djagilev
- Frans Jozef I
- George V
- Fritz Haber
- Lenin
- Nicolaas II van Rusland
- Raymond Poincaré
- Henri van de Velde
- Wilhelm II
- Woodrow Wilson

<< · 1910 · 1911 · 1912 · 1913 · 1914 · 1915 · 1916 · 1917 · 1918 · 1919 · >>
<< · 1900-1909 · 1910-1919 · 1920-1929 · 1930-1939 · 1940-1949 · 1950-1959 · 1960-1969 · 1970-1979 · 1980-1989 · 1990-1999 · >>